# 留萌ダム
留萌ダム（るもいダム）は、北海道留萌市、一級水系留萌川水系チバべリ川に建設されたダムである。
国土交通省北海道開発局が管理を行う国土交通省直轄ダムであり、留萌川水系の治水と留萌市への利水を目的とした特定多目的ダム法に基づく特定多目的ダムとして建設された、高さ41.2メートルのロックフィルダム。ダムによって形成された人造湖は、チバベリ湖（ちばべりこ）と命名された。

## 概要
留萌川はその源を天塩山地の南端に発し、タルマップ川、チバベリ川などの支川を合わせ、北西に流下し日本海に注ぐ一級河川である。留萌川は過去に幾たびとなく氾濫を引き起こし、特に、1988年8月25日の史上最大の洪水では、浸水3,376戸という被害を出した。その一方で、留萌川では夏期に流況が悪化し、渇水となることが多く、豊かな水環境の保全のため、安定した流量供給が必要となった。また、市内に飲用水に適した取水場所がなく、留萌市の水道水は隣接する増毛町の新信砂川から取水している状況であった。このような状況下、治水・利水を目的とした留萌ダムの建設が重要かつ緊急的なものとして位置づけられた。このような現状下、治水・利水を目的とした留萌ダムの建設が計画され、2010年（平成22年）3月に完成した。
ダムに隣接して留萌ダム管理支所が設置されており、冬期以外は9時から17時の間ダムカードの配布を行っている。ただし冬期間はダム管理支所への唯一のアクセス路である北海道道1068号留萌北竜線が通行止めとなるため、ダムカードの配布は行っていない。

## アクセス
留萌市街中心部より車で約20分、留萌幌糠ICより車で約5分。かつてはJR留萌本線幌糠駅が最寄りだったが廃線となっている。公共交通機関では沿岸バスのチバベリバス停から徒歩約1.2kmで到達できるが、バスの運行本数が少ないため利用には注意を要する。また冬期間は道道1068号線は通行止めのため車・徒歩ともに通行不可となる。